# 音義対応翻訳
音義対応翻訳（おんぎたいおうほんやく、英語: Phono-semantic matching (PSM) ）は、言語学において外来語を音韻的・意義的に似ている固有語（またはその要素）で表し、借用することを意味する。またその他にも源となる言語における単語の音と意義から派生した新語を表す場合がある。
音義対応翻訳は翻訳借用 （英語: Calque）とは異なる概念である。翻訳借用においては意味的な翻訳がなされるが音韻的な対応に欠ける（例として空港という単語は英語  airport の翻訳借用であり、意味的には通じるが音韻的には元の語との繋がりはない）。また音義対応翻訳は音だけが似ている空耳言葉とも異なり、元の語の意味も残している。

## 歴史
"phono-semantic matching"という用語はイスラエルのギラード・ツッカーマンによって導入された。これはエイナル・ハウゲンによる借用語の古典的な類型論に対する挑戦である。 ハウゲンは借用語を代用と輸入の2つにカテゴリー分けし、音義対応翻訳によってカモフラージュされた借用を"代用かつ輸入"とした。ツッカーマンはこの多源的な新語に新たな区分を設け、音義対応翻訳とした。
ツッカーマンはヘブライ語アカデミーによる言語計画などにおいて民間語源と同様の手法が用いられていると結論づけており、辞書学者や語源学者に音義翻訳という広範な現象を認知するように要求している。

## 例

### 現代中国語
音義対応翻訳は現代中国語における借用語で広く用いられている。
例の１つとして台湾国語の威而剛 (wēi ér gāng) という語があり、この言葉はファイザーの精力増強剤バイアグラ (Viagra) を、音と義を合わせて訳したものである。 同じく、「可口可樂」(kěkǒukělè)はコカ・コーラ、「力保健」（lìbǎojiàn）はリポビタンD、「維他命」（wéitāmìng）はビタミンを意味する音義対応翻訳である。
他の例として北京官話における World Wide Web の訳語、万维网 (wàn wéi wǎng)があり、www という頭文字を満たすと同時に言葉の意味もwwwにマッチさせている。 また英語のhackerという単語は中国官話で黑客 (hēikè)として借用されている。
"現代中国語においてソナー(sonar)を表す声纳 (shēngnà) は声 (意味：音) と纳 (意味：受ける) を組み合わせた言葉である。声 shēng は英語 sonar の最初の子音と完全には対応しておらず、中国語にはより適した発音の形態素がいくつも存在する (例としてSONG (cf. 送 sòng、松 sōng、耸 song)、SOU <cf. 搜 sōu、叟 sŏu、馊 sōu)、SHOU (cf. 收 shōu、 受 shòu、手 shǒu、首 shǒu、兽 shòu、瘦 shòu)、他多数の同音異義語)。それにもかかわらず声という形態素が用いられているのは意味的な対応があるからである。"
ツッカーマンによれば中国官話において音義対応翻訳がよく見られるのは、(1)ブランド名、(2)コンピューター関連の専門用語、(3)技術用語、(4)地名である。単一語話者の中国人からすれば中国官話における音義対応翻訳は文章でラテン文字を用いたり会話でコード・スイッチングを行ったりすることに比べれば‘まだマシ’なのである。ツッカーマンは標準中国語及び明治時代の日本語における音義対応翻訳の研究から文章語としての中国語は多機能的であり、表語(意味がある)と表音(意味が無い)の両方の機能を持っていると結論づけている (音義的)。ツッカーマンはレナード・ブルームフィールドによる"ある言語はどのような書記体系が使用されようとも同じ言語である"という考えは正しくないと主張し、“仮に標準中国語がローマ字で書かれていたとしたら、中国語における何千もの単語は生まれていなかっただろうしまったく異なる形態の新語が造られただろう”と述べている。

### 日本語
現代日本語において借用語は通常、片仮名を用いて表音的に表される。一方で以前は借用語がよく漢字を用いて表されていた時期がある。このプロセスを当て字といい現代でも使用されているものもある。用いられる漢字は音、意味、またはその両方の対応から選ばれている。
多くの場合、用いられる漢字は音のみ、もしくは意味のみが対応している。例えば寿司（すし）という当て字において２つの漢字はスとシと読むがそれぞれの意味、寿（寿命）と司（つかさどる）は寿司という食べ物と何も関係がない。また逆に煙草（たばこ）という当て字においてはそれぞれの漢字が”煙(けむり)”と”草(くさ)”を意味し表すものと意味的に対応しているが”タバコ”という音とは何も対応していない。これを熟字訓と呼ぶ。
しかし、幾つかの例において音と意味の両方から漢字が充てられることがある。例えば「倶楽部」（クラブ）は英語 club を借用した言葉であり、各漢字が元の単語と(緩くではあるが)意味的につながっている。他の例として合羽（カッパ）があり、この語はポルトガル語　capa を借用したものであるが、羽を合わせるという意味の漢字が用いられており、音ともに意味的にも capa の外見と対応している。「如雨露」（じょうろ, ジョーロ）は、アラビア語由来のポルトガル語 jorro （噴出）ないし jarra （水差し）からのもの。地名接尾辞でも、「堡」(ブルク) はドイツ語 Burg (とりで＝堡) の音訳かつ意訳である。
また当て字によらない純粋な音義対応翻訳として英語 bookkeepingを翻訳した簿記があり、「帳合」「記簿」など他の訳語を抑えて一般的に使用されるようになった。また、「画廊」は英語 gallery からの音義対応翻訳とのこと。
そのほか、現代では使用頻度が小さいが、以下の例がある。
- コンクリートを漢字で「混凝土」と書いたが、これは「コンクリート」という音を表すとともに、「混ぜて凝り固まった土」という意味を表す漢字を選んだものである。
- カタログを漢字で「型録」と書いたが、これは「カタログ」という音を表すとともに、「型の記録」という意味を表す漢字を選んだものである。

### 現代ヘブライ語
"英語のヘブライ語の音義対応翻訳である מבדוק mivdók は音韻的・意味論的に適合した語根 בדק (bdq) -意味は”確認”もしくは”修理”-に起因している。ヘブライ語における名詞化としてmi⌂⌂a⌂á, ma⌂⌂e⌂á, mi⌂⌂é⌂et, mi⌂⌂a⌂áim などのパターンが考えられるが (⌂ は語根が挿入される位置を示している。)、英語の dock に音を対応させるため mi⌂⌂ó⌂ という名詞パターンが(あまり生産的ではないにもかかわらず)採用されている。"

### アイスランド語
アイスランド語が多くの英語を音義対応翻訳によるカモフラージュを通して借用していることがSapir and Zuckermann (2008)において示されている。例としてアイスランド語で後天性免疫不全症候群を意味する単語 eyðni は英語のアクロニム AIDS の音義対応翻訳であり、既に存在していた固有語の動詞 eyða (破壊する)とアイスランド語の名詞化語尾 -ni から構築されている。 同様に tækni (技術)は道具を意味する tæki と名詞化語尾-niから派生しているが実態はデンマーク語(もしくはその他外国語) teknik (技術)の音義対応翻訳である。この新語は1912 年に東アイスランド Viðfjörður  出身の Dr Björn Bjarnarson による考案であり、1940年代まであまり使用されていながったがそれ以降は非常によく使われ、語根としても用いられている。例として raftækni (電気の技術→"電子技術")、 tæknilegur (技術的な)、 tæknir (技師)など。

### トルコ語
トルコ語において有名な音義対応翻訳に okul (学校) があり、アラビア語に由来するオスマントルコ語の mektep に代わる言葉として考案された。トルコ語の okul はあきらかにフランス語の école (学校)を元にしており、ラテン語の schola の影響がある可能性もある (cf. 元の形はokula(ğ) であった)。またトルコ語内の観点で言えば okul は語根 oku- (読む) を語源としている。

### 英語
英語においてもフランス語の借用語に幾つかの音義対応翻訳が存在する。"chaise longue" (シェーズ・ロング)が誤って発音され "chase-lounge" となったのが例の１つである。チョクトー語でから入ったフランス語 "choupique" (アミア・カルヴァ) もまた英語化されて "pike" (ヤリウオ) とは関係が無いにもかかわらず "shoepike" となった。フランス語でオセージ・オレンジを意味する "bois d'arc" (弓の木)も英語で "bow dark" となることがある。

### オランダ語
少数ではあるがオランダ語にも音義対応翻訳が存在する。例として hangmat (ハンモック) は英語 hammock のソースでもあるスペイン語 hamaca に由来しており、オランダ語内でこの語は "hang-mat"  (吊り下げる-マット) と分析されハンモックと意味的に対応している。同様に ansjovis (アンチョビ) はスペイン語 anchova が語源であるが語尾が vis (魚) に変えられている。

### アラビア語
アーティチョーク (artichoke) という語の歴史がZuckermann (2009)で扱われている。アラビア語でアーティチョークを意味する الخرشوف ('al-xarshūf) が起源であり、これがスペイン・アラブ語の alxarshofa となり、中世スペイン語に借用され alcarchofa となる。さらにイタリア語 alcarcioffo、北イタリア語 arcicioffo > arciciocco > articiocco を経て国際語となり英語では artichoke となる。最終的にこの言葉がレバントの口語アラビア語に音義対応翻訳され、أرضي شوكي arḍī shōkī (رضي arḍī "土の" ＋ شوكي shawkī "棘") となっている。
アラビア語は他にも音義対応翻訳によってあからさまな外来語を固有の語根から派生した単語で置き換えており、例として下のようなものがある。
| 英語         | アラビア語化していない借用語 | アラビア語化した語  | 固有の語根 (意味) |
| ------------ | ---------------------------- | ------------------- | ----------------- |
| Technology   | tiknulugiyah                 | تقانة taqānah       | t/q/n (技量)      |
| Mitochondria | الميتوكُندريات mītūkundriyah  | متقدرة mutaqaddirah | q/d/r (力)        |
| Machine      |                              | مكنة makinah        | m/k/n (能力)      |

## 音義対応翻訳を用いる動機
ツッカーマンによると、音義対応翻訳は言語純化においていくつかの利点を持つ。
- 使われなくなった語彙の再利用
- 外国語の影響をカモフラージュ (将来の話者に対して)
- 語を覚えやすくする (記憶術) (現在の話者に対して)

その他に音義対応翻訳を用いる動機として
- 言葉遊び的要素
- アポロン主義 (秩序や意味を求めること) (cf. 民間語源)
- 政治的正しさ / 語彙設計の拒否
- 客の興味を引く (ブランド名の場合)